# Црква Светог Александра Невског у Београду
Црква Светог Александра Невског у Београду је српска православна црква основана 1877. године по пројекту Јелисавете Начић. Припада Архиепископији београдско-карловачкој СПЦ. Старешина храма је презвитер Стеван Вукић.

## Прошлост цркве
Стара црква на Дорћолу, у Београду, изграђена је 1877. године и посвећена је Светом Александру Невском. Она је служила својој намени до 1891. године, када је одлучено да се подигне већи храм. Иконе су насликане исте године у иконописној радионици руског сликара Бориса Сељанка. У црквеним певницама налазе се споменици ратницима погинулим у ослободилачким ратовима (1876—1918) као и споменици руском цару Николају II и краљу Александру I Карађорђевићу. Садашње зидне композиције насликао је у „ал секо” техници сликар јеромонах Наум Андрић 1970—1972. године, уз асистенцију његовог тадашњег ученика Момира Кнежевића, професора зидног сликарства на две српске ликовне академије, у Приштини (Звечану) и у Требињу.
У време боравка добровољачког руског корпуса у Србији, под заповедништвом генерала Чарњајева, донета је покретна војничка руска црква у Београд 1876. године. Састојала се од гвоздене конструкције, платна, дрвеног иконостаса са иконама и другим потребним црквеним стварима. Патрон ове цркве био је познати руски војсковођа, кнез и светитељ Александар Невски. Покретна црква пратила је руску војску на свим бојиштима у Србији где је ова војска учествовала.
После рата покретна војничка црква премештена је у порту Саборне цркве, а онда у зграду Велике школе. За потребе верника дорћолског краја, уместо ове богомоље, саграђена је мања црква посвећена Светом Александру Невском 1877. године на простору које формирају Душанова, Дубровачка и Скендербегова улица. Општина је 1891. године порушила ову цркву и на њеном месту изградила школу — Дорћолци неће славити црквену славу све до 1923. Митрополит Михаило освештао је темеље новог храма на углу Добрачине и Улице цара Душана 1894. године, али због подземних вода и пуцања темеља није се наставило са градњом.
Тек 1912. године на новој локацији, на простору које образују Душанова, Доситејева, Скендербегова и Француска улица, почело је са изградњом нове цркве, чији су темељи освештани 12. маја исте године (чин освећења извршио је митрополит Димитрије у присуству краља Александра Карађорђевића који је положио камен-темељац). Први светски рат одложио је изградњу цркве, па је она завршена тек 1928—1929. године, а мермерни иконостас (првобитно предвиђен за храм на Опленцу) поклонио је краљ Александар Карађорђевић 1930. године. Црква је освећена 23. новембра те године.
Прва слава цркве је прослављена 12. септембра 1931. Литија је ишла улицама Цара Душана, Маршала Пилсудског/Тадеуша Кошћушка, Јовановом, Француском, Страхињића бана, Милетином и Радничком/(Ђуре Ђаковића)/Венизелосовом. На чување цркви су предате две старе руске царске заставе, у пратњи почасне чете војника.
Парох Бранислав Цветковић је преминуо 18. априла 1937. Пажевски корпус је 1939. у цркви подигао споменик, одн. кивот, у спомен на цара Николаја II. Касније 1930-их хором цркве дириговао Јеврејин Рафаило Блам.

## Архитектура
Црква Светог Александра Невског је изведена угледањем на српско средњовековно црквено градитељство моравске школе. Планове за изградњу израдила је архитекта Јелисавета Начић, прва жена-архитекта у Србији. После Првог светског рата у пројекат је унео извесне измене архитекта Василије Андросов.

## Галерија
- Спољашњи изглед цркве
- Улаз у цркву
- Унутрашњост цркве
- Фреска Христоса
- Фреска Светог кнеза Лазара